# Commonwealth Games 2014/Tischtennis
Bei den Commonwealth Games 2014 im schottischen Glasgow fanden im Tischtennis sieben Wettbewerbe statt.
Austragungsort war der Scotstoun Sports Campus.

## Männer

### Einzel
| Platz | Land | Sportler       |
| ----- | ---- | -------------- |
| 1     | SIN  | Zhan Jian      |
| 2     | SIN  | Gao Ning       |
| 3     | ENG  | Liam Pitchford |

Finale:
2. August 2014, 19:10 Uhr

### Doppel
| Platz | Land | Sportler                                 |
| ----- | ---- | ---------------------------------------- |
| 1     | SIN  | Gao Ning Li Hu                           |
| 2     | IND  | Sharath Kamal Anthony Arputharaj Amalraj |
| 3     | SIN  | Yang Zi Zhan Jian                        |

Finale:
1. August 2014, 20:30 Uhr

### Mannschaft
| Platz | Land | Sportler                                                             |
| ----- | ---- | -------------------------------------------------------------------- |
| 1     | SIN  | Chew Zheyu Clarence Gao Ning Li Hu Yang Zi Zhan Jian                 |
| 2     | ENG  | Andrew Baggaley Paul Drinkhall Liam Pitchford Daniel Reed Sam Walker |
| 3     | NGR  | Bode Abiodun Quadri Aruna Jide Ogidiolu Ojo Onaolapo Segun Toriola   |

Datum:
28. Juli 2014, 13:30 Uhr

## Frauen

### Einzel
| Platz | Land | Sportlerin   |
| ----- | ---- | ------------ |
| 1     | SIN  | Feng Tianwei |
| 2     | SIN  | Yu Mengyu    |
| 3     | SIN  | Lin Ye       |

Finale:
1. August 2014, 18:45 Uhr

### Doppel
| Platz | Land | Sportlerinnen           |
| ----- | ---- | ----------------------- |
| 1     | SIN  | Feng Tianwei Yu Mengyu  |
| 2     | AUS  | Miao Miao Jian Fang Lay |
| 3     | CAN  | Luo Anqi Zhang Mo       |

Finale:
2. August 2014, 16:50 Uhr

### Mannschaft
| Platz | Land | Sportlerinnen                                                      |
| ----- | ---- | ------------------------------------------------------------------ |
| 1     | SIN  | Feng Tianwei Li Siyun Isabelle Lin Ye Yu Mengyu Zhou Yihan         |
| 2     | MYS  | Beh Lee Wei Ho Ying Lee Rou You Ng Sock Khim                       |
| 3     | AUS  | Miao Miao Zhenhua Dederko Jian Fang Lay Melissa Tapper Sally Zhang |

Datum:
27. Juli 2014, 12:00 Uhr

## Mixed

### Doppel
| Platz | Land | Sportler                        |
| ----- | ---- | ------------------------------- |
| 1     | ENG  | Joanna Drinkhall Paul Drinkhall |
| 2     | ENG  | Tin-Tin Ho Liam Pitchford       |
| 3     | ENG  | Kelly Sibley Daniel Reed        |

Finale:
2. August 2014, 12:30 Uhr

## Medaillenspiegel
| Platz | Land       | Gold | Silber | Bronze | Gesamt |
| ----- | ---------- | ---- | ------ | ------ | ------ |
| 1     | Singapur   | 6    | 2      | 2      | 10     |
| 2     | England    | 1    | 2      | 2      | 5      |
| 3     | Australien | —    | 1      | 1      | 2      |
| 4     | Indien     | —    | 1      | —      | 1      |
|       | Malaysia   | —    | 1      | —      | 1      |
| 6     | Kanada     | —    | —      | 1      | 1      |
|       | Nigeria    | —    | —      | 1      | 1      |